# Staré Hamry
Staré Hamry (in polacco Stare Hamry, in tedesco Althammer) è un comune della Repubblica Ceca facente parte del distretto di Frýdek-Místek, nella regione della Moravia-Slesia.